# Bradycnemis velutina
Bradycnemis velutina är en skalbaggsart som beskrevs av Waterhouse 1877. Bradycnemis velutina ingår i släktet Bradycnemis och familjen långhorningar. Inga underarter finns listade.